# Opportunity International Deutschland
Opportunity International Deutschland ist eine gemeinnützige, christlich motivierte Stiftung aus Köln, die im Bereich sozialer Mikrofinanz tätig ist. Sie wurde 1996 als Teil des Netzwerkes Opportunity International gegründet.
Nach dem Vorbild des Schirmherren und Friedensnobelpreisträgers Muhammad Yunus bietet die Stiftung armen Menschen mittels Hilfe zur Selbsthilfe die Chance, den Kreislauf der Armut zu durchbrechen. Mit Hilfe von Spenden unterstützt die Stiftung Menschen in Entwicklungsländern mit Schulungen, Mikrokrediten, Mikrosparangeboten und Mikroversicherungen beim Ausbau ihrer Kleinunternehmen oder landwirtschaftlichen Betriebe. Die Stiftung wird u. a. vom Bundesministerium für wirtschaftliche Zusammenarbeit und Entwicklung gefördert.

## Geschichte
Anfang der 1970er Jahre gründete der Australier David Bussau nach persönlichen Erfahrungen bei zahlreichen Indonesienaufenthalten die Hilfsorganisation, die sich bis heute zu einem internationalen Netzwerk entwickelt hat. Das Netzwerk besteht aus sieben Geberländern (Australien, Deutschland, Großbritannien, Hongkong, Kanada, Schweiz und USA) und lokalen Projektpartnern in 23 Empfängerländern Afrikas, Asiens, Lateinamerikas und Osteuropas. Das Netzwerk unterstützt in Armut lebende Menschen und befähigt sie dazu, sich aus eigener Kraft aus der Armut zu befreien. Die deutsche Stiftung wurde 1996 mit Hilfe des Privatvermögens des Unternehmers Karl Schock als eine rechtlich selbstständige Stiftung gegründet und ist Teil des Opportunity-Netzwerks. Die Geschäftsstelle von Opportunity International Deutschland befindet sich in Köln, der Sitz in Schorndorf. Vorstand der deutschen Organisation ist seit August 2015 Mark Ankerstein, der damit Stefan Knüppel ablöst, welcher seit 2005 die Vorstandsposition innehatte. Die gemeinnützige Stiftung finanziert sich durch Spenden.

## Soziale Mikrofinanz
Das besondere an der Stiftungsarbeit ist, dass sie sich der sozialen Mikrofinanz verschrieben hat. Dieser durch die Stiftung geprägte Begriff grenzt sich von der kommerziellen Mikrofinanz insofern ab, als die soziale Rendite und Armutsreduktion gegenüber der finanziellen Rendite im Vordergrund steht. Des Weiteren wird ein ganzheitlicher Ansatz verfolgt, indem nicht nur die reine Kreditvergabe erfolgt, sondern auch Mikrosparkonten, Versicherungen und Schulungen angeboten werden und der langfristige Erfolg gesichert wird.

### Kreditvergabe
Vor der Vergabe eines Mikrokredites wird der potenzielle Kreditnehmer hinsichtlich der Realisierbarkeit und Perspektiven seines unternehmerischen Vorhabens überprüft und entsprechend geschult. Der ganzheitliche Ansatz beinhaltet außerdem häufig die Integration der Menschen in eine Kreditnehmergruppe, deren Mitglieder füreinander bürgen und die sich gegenseitig bei ihrer Geschäftsidee unterstützen. Die Kleinkredite werden mit Zinsen zurückgezahlt (Rückzahlungsquote 99 Prozent) und wieder an neue Kreditnehmer ausgeliehen; es entsteht ein Multiplikator-Effekt.
Die durchschnittliche Höhe der einzelnen Kredite beträgt rund 200 Euro. Der einzelne Kreditnehmer verpflichtet sich, den Kredit in kleinen Raten mitsamt Zinsen in marktüblicher Höhe nach und nach zurückzuzahlen. Kann ein Kreditnehmer den Kredit nicht abzahlen, haftet die Gruppe für ihn. Diese trifft sich in regelmäßigen Abständen, um Erfahrungen auszutauschen.
Über 95 Prozent der Kreditnehmer sind Frauen, denn sie sind außerdem meist noch für durchschnittlich sechs weitere Familienmitglieder verantwortlich. So kommt das vergebene Geld nicht nur den Kreditnehmern selbst zugute.

### Mikrosparkonten
Zugang zu einem Sparkonto haben die wenigsten armen Menschen, daher können sie ihr erspartes Geld an keinem sicheren Ort aufbewahren. Die Stiftung arbeitet aus diesem Grund mit Banken in den jeweiligen Ländern zusammen, um ein Netzwerk aufzubauen, das es ermöglicht, den Menschen eine sichere Sparmöglichkeit zu bieten. Mit einem Sparkonto können diese Menschen ein stabileres Leben führen, indem sie nicht nur für Krisenzeiten oder kleinere Investitionen vorsorgen können, sondern darüber hinaus auch Zinsen erwirtschaften.

### Versicherungen
Zusammen mit verschiedenen Tochtergesellschaften (z. B. MicroEnsure) bietet Opportunity neben Krediten auch Mikroversicherungen an. Diese Versicherungen bieten Schutz vor unterschiedlichen Risiken. So sind die Klienten unter anderem bei Ernteausfällen, Krankheit und Naturkatastrophen vor Kreditausfällen geschützt.

### Erfolgssicherung
Ein weiterer Pfeiler der sozialen Mikrofinanz ist die Kontaktvermittlung zwischen Klienten und Unternehmen. Dadurch sollen ein fairer Preis und ein langfristig gesicherter Absatzmarkt garantiert werden. Im Zuge dessen schließen sich häufig mehrere Kleinbauern zu einer Genossenschaft zusammen, um den Handel mit großen Abnehmern zu erleichtern. Dadurch entsteht für beide Seiten Planungssicherheit und ein unkomplizierterer Handel. Opportunity International Deutschland unterstützt außerdem den Auf- und Ausbau der Bildungsstrukturen in den jeweiligen Projektländern.

### Schulungen
Mit regelmäßigen Schulungen sollen die Klientengruppen auf das Führen eines eigenen Kleinunternehmens vorbereitet werden. Darüber hinaus werden sie über Gesundheitsthemen oder soziale Fragestellungen unterrichtet und beraten. Die Schulungen werden durch die Kreditbetreuer oder Drittanbieter durchgeführt und in Gruppendiskussionen verinnerlicht. Dabei werden die jeweiligen Themen auf die Klientengruppen und ihr Umfeld individuell angepasst.

## Projekte
Die Stiftung initiiert und unterstützt gemeinsam mit Partnerorganisationen verschiedene Projekte wie z. B. Landwirtschaftsprojekte, Microschools, Schulungen im Gesundheits- und Hygienebereich und Berufsausbildungsprogramme wie das Youth Apprenticeship Program in Ghana (YAP).

### Landwirtschaftsprojekte am Beispiel Reisbäuerinnen in Ghana
Das Projekt unterstützt Frauen in der ländlichen Northern Region in Ghana. 400 Reisbäuerinnen der Gemeinde Nasia erhalten die Möglichkeit, ihre landwirtschaftlichen Aktivitäten auszuweiten, ihre Ernteerträge zu steigern und so ihr Einkommen zu erhöhen. Die Reisbäuerinnen werden mit landwirtschaftlichen Krediten unterstützt, die ihnen in Form von Saatgut, Düngemitteln, Arbeitsgeräten und der Übernahme der Bewässerungsgebühr ausgegeben werden. Zusätzlich erwerben die Frauen durch Beratung und Schulungen betriebswirtschaftliche Kenntnisse und zusätzliches Wissen über alternative Anbau- und Düngemethoden. Ein weiterer wichtiger Bestandteil des Projekts ist die Öffnung und Sicherung eines Absatzmarktes, der den Frauen auch über die Projektlaufzeit hinaus zur Verfügung steht.

### Microschools

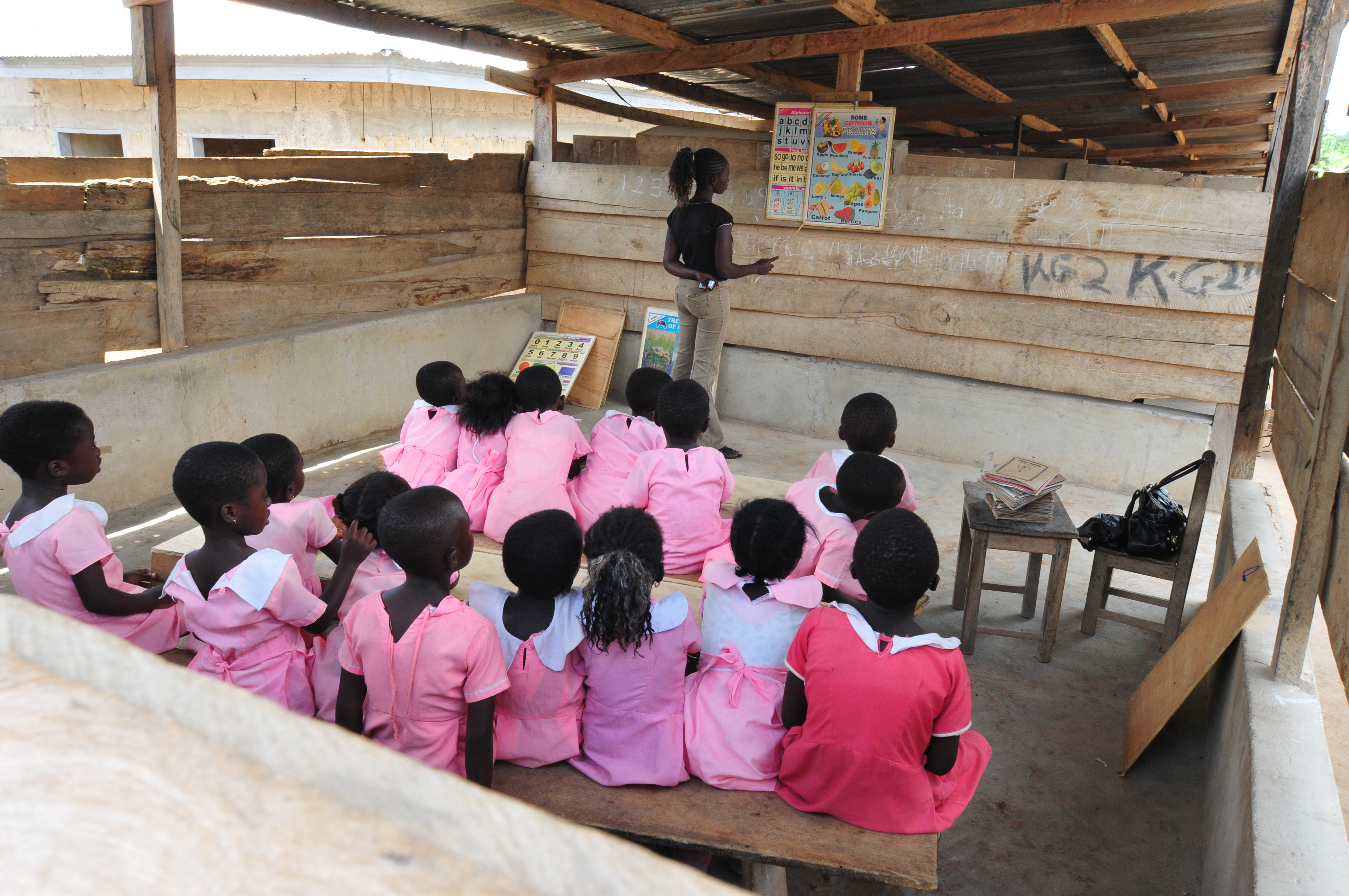
Eine der Opportunity MIcroschools in Ghana

Opportunity unterstützt Bildungsunternehmer (Edupreneurs) bei dem Aufbau von Microschools. Diese werden meist in ländlichen und abgelegenen Gebieten gegründet, in denen die Kinder ansonsten einen sehr weiten Fußweg zur Schule auf sich nehmen müssten. Sie sind daher, gerade für arme Familien, eine Alternative zum staatlichen Schulsystem und geben den Kindern durch kleinere Klassen die Möglichkeit ihr Potential zu entfalten. Außerdem haben die meisten Microschools Systeme entwickelt, um auch den Kindern von finanziell besonders schwachen Eltern den Schulbesuch zu ermöglichen. So können die Eltern im Schulbetrieb mithelfen und sich beispielsweise in der Schulküche betätigen oder die Schulgebühren zu einem späteren Zeitpunkt nachzahlen.
Seit 2013 stiftet die OID-Botschafterin Marta Binder unter dem Motto „Keep your school clean, make your school green“ den Jan Binder Award an Schulen in Ghana, die am OID-Programm teilnehmen. Der Preis ist im Andenken an ihren bei einem Unfall verstorbenen Sohn benannt, der als Pressesprecher für Opportunity Deutschland tätig war.

### Youth Apprenticeship Program (YAP)
Mit dem Jugend-Ausbildungsprogramm soll jungen benachteiligten Menschen in Ghana die Chance auf eine vollwertige Ausbildung gegeben werden. Zudem bilden auch in diesem Programm Schulungen zu Themen wie AIDS-Prävention einen wichtigen Bestandteil. Das Ausbildungsprogramm stellt eine Vorstufe der Mikrokreditvergabe dar, da den jungen Absolventen nach erfolgreicher Beendigung der Ausbildung ein zinsloser Kredit zur Gründung ihres eigenen Kleinunternehmens vermittelt werden kann.

### Gesundheitsprojekte am Beispiel Gesundheitsberaterinnen in Indien
Der Bundesstaat Uttar Pradesh ist Indiens bevölkerungsreichster Staat. 30 Prozent der Einwohner leben unterhalb der nationalen Armutsgrenze. Die Armut hat auch negative Auswirkungen auf die Gesundheitssituation der Menschen. Aufgrund fehlender gesundheitlicher Aufklärung, mangelnden Zugang zur Gesundheitsversorgung und unzureichender sanitärer Infrastruktur sterben Menschen an eigentlich gut behandelbaren oder gänzlich vermeidbaren Krankheiten.
Opportunity bildet im Rahmen dieses Hilfsprojekts 100 Frauen mithilfe von Mikrokrediten zu Gesundheitsberaterinnen aus. Sie erhalten Trainings zur Gesundheitsprävention sowie zu Hygiene und geben ihr Wissen anschließend in Form von Gesundheitsschulungen an die Frauen in ihren Dörfern weiter. Außerdem helfen sie den Dorfbewohnern bei der Beantragung von staatlichen Subventionen und Mikrokrediten für den Toilettenbau, um die Hygienesituation in den Dörfern zu verbessern. Über die Projektlaufzeit hinaus dienen sie mit ihrem Wissen als Anlaufstelle bei gesundheitlichen Problemen und Notfällen. Zusätzlich lernen sie, wie sie mit ihrem Wissen im Gesundheits- und Hygienebereich einen zusätzlichen Verdienst erzielen können. So sind sie nach ihrer Ausbildung in der Lage, beispielsweise durch den Verkauf von Hygienebinden, ihr Einkommen zu verbessern.
Darüber hinaus erhalten 50 weitere fertig ausgebildete Gesundheitsberaterinnen eine Fortbildung zur sogenannten Gesundheitsversorgerin. Diese Fortbildung vermittelt tiefergehende medizinische Kenntnisse, beispielsweise die Diagnose von akuten und chronischen Krankheiten sowie deren Behandlung. Die Erstversorgung von Notfällen wie Knochenbrüchen oder offenen Wunden wird ebenfalls geschult. Hierfür werden die Frauen mit Erste-Hilfe-Sets und Basismedizin ausgestattet. Durch die Durchführung von (Vorsorge-)Untersuchungen und das Erstellen einer ersten Diagnose generieren sie ein kleines Einkommen. In schwerwiegenden Fällen werden die Patienten durch die Gesundheitsversorgerin an einen Arzt weitergeleitet.
Die insgesamt 150 ausgebildeten Frauen führen Gesundheitsaufklärung, Gesundheitsvorsorge, Versorgung mit rezeptfreien Medikamenten und eine akutmedizinische Erstversorgung durch und gewährleisten einen besseren Zugang zu hygienischer Versorgung für 37.500 Familien.

## Erfolge
Typische Branchen der Kreditnehmer sind Handel, Handwerk und Dienstleistung. Mit Hilfe der Unterstützung können sich die Menschen z. B. Nutzvieh, eine Nähmaschine oder einen kleinen Obst- und Gemüsestand kaufen. Damit können sie dann meist nicht nur sich selbst, sondern ihrer ganzen Familie besser versorgen. Dazu gehören eine sichere Unterkunft, Kleidung, Nahrung und eine Schulbildung für die Kinder.
Eine Studie der Kellogg School of Management bestätigt, dass die von Opportunity unterstützten Kleinunternehmer nach der Kreditaufnahme eine Verbesserung ihrer Geschäftstätigkeiten und Lebensverhältnisse erzielen konnten. In der Studie wurden Kleinunternehmer ohne Zugang zu Finanzdienstleistungen und Kleinunternehmer, die die Angebote von Opportunity nutzen konnten, verglichen. Das Ergebnis zeigte, dass die Empfänger von Opportunity-Leistungen nicht nur mehr Geld verdienten, sondern auch mehr Geld ansparten und stärker in die Bildung ihrer Kinder investierten.

## Sonstiges
Das Deutsche Zentralinstitut für soziale Fragen bescheinigte mit dem Spendensiegel Transparenz sowie die verantwortungsvolle Verwendung der Spenden.